# Relaciones España-Guatemala
Las relaciones España-Guatemala son las relaciones diplomáticas entre el Reino de España y la República de Guatemala. Ambos países son miembros de pleno derecho de la ABINIA, la ASALE, la AICO, la CEPAL, la COMJIB, el CERLALC, la COPANT, la FELABAN, la Fundación EU-LAC, el IICA, el OIJ, la OEI, la OISS, la ONU y la SEGIB. También comparten su pertenencia al sistema de Cumbres Iberoamericanas.

## Historia

### Conquista española

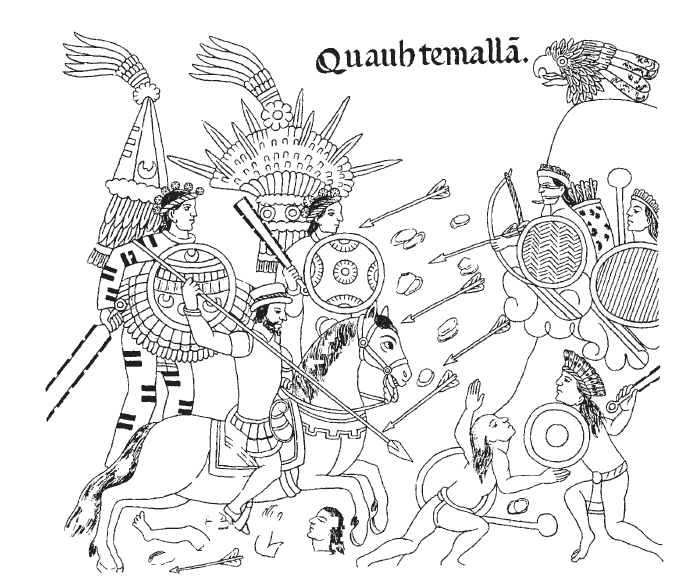
Conquista española de Guatemala.

Las primeras tropas españolas en llegar a Guatemala fueron lideradas por el conquistador español Pedro de Alvarado en 1524. A su llegada al territorio, los españoles descubrieron varios pueblos de las culturas maya y nahua. Los españoles, con la ayuda de aliados indígenas y tropas tlaxcaltecas, comenzaron a conquistar lentamente a los pueblos de Guatemala. Las primeras y principales batallas involucraron al pueblo Quiché, que fueron derrotados en marzo de 1524 y resultó en la captura de la capital de Q'umarkaj. En 1525, el conquistador español del Imperio azteca, Hernán Cortés, llegó al Petén para someter al rebelde Cristóbal de Olid, que había sido enviado a conquistar Honduras pero declaró su independencia y se erigió en caudillo de la región. Cortés pronto regresó al Virreinato de Nueva España después de las batallas.
Poco después de la conquista del sur de Guatemala, los españoles, en 1557, fundaron la ciudad de Santiago de los Caballeros de Guatemala, que sería la capital de la Capitanía General de Guatemala. Los misioneros españoles pronto comenzaron a convertir a los indígenas al catolicismo. En marzo de 1697, los españoles conquistaron completamente toda Guatemala para España después de la conquista del Petén. La Capitanía General de Guatemala se convirtió en parte del Virreinato de Nueva España con sede en la Ciudad de México.
Durante la época colonial, Guatemala se destacó principalmente en la producción agrícola, especialmente la caña de azúcar, el cacao, las maderas preciosas y la tinta de añil para teñir textiles.

### Independencia
En 1808, José I Bonaparte se instaló como Rey de España y varias colonias de Hispanoamérica comenzaron a declarar su independencia de España. Como Guatemala y la mayoría de las naciones centroamericanas estaban gobernadas por la Ciudad de México; Nueva España declaró su independencia de España en 1810. En 1821, el Plan de Iguala declaró a México como una monarquía constitucional. Guatemala declaró su propia independencia de España el 15 de septiembre de 1821 y decidió unirse al Imperio mexicano bajo el Emperador Agustín de Iturbide.
En marzo de 1823, Iturbide renunció como Emperador y México se convirtió en una república. Guatemala decidió separarse de México el 1 de julio de 1823. Guatemala, junto con Costa Rica, El Salvador, Honduras y Nicaragua formaron la República de América Central (con la excepción de la provincia de Guatemala, Chiapas, que eligió permanecer con México en julio de 1824). En 1839, la Federación Centroamericana se disolvió y Guatemala se convirtió en una nación independiente.

### Post-Independencia
En mayo de 1863, España y Guatemala firmaron un Tratado de paz, amistad y reconocimiento. Durante la década de 1920, varios de cientos de españoles emigraron a Guatemala. En 1960, Guatemala entró en una guerra civil entre el gobierno y varios grupos rebeldes de izquierda apoyados principalmente por indígenas mayas y campesinos ladinos. En septiembre de 1977, el rey Juan Carlos I realizó una visita oficial a Guatemala, su primer y único viaje como Rey al país.

### Quema de la embajada de España en Guatemala
En la madrugada del 31 de enero de 1980, un grupo de campesinos guatemaltecos del Comité para la Unidad Campesina, unidos por trabajadores y estudiantes; ingresaron a la Embajada de España en la Ciudad de Guatemala. Los manifestantes anunciaron que habían acudido pacíficamente a la embajada y que darán una conferencia de prensa para expresar sus quejas contra el gobierno guatemalteco. Los manifestantes eligieron ingresar a la embajada española ya que España simpatizaba con su causa. Cuando entraron a la embajada, el embajador español, Máximo Cajal López se estaba reuniendo con el exvicepresidente guatemalteco Eduardo Cáceres Lehnhoff en la embajada.
El embajador español se reunió con los manifestantes y anunció al gobierno guatemalteco que esperaba que habrá una negociación pacífica. El Presidente de Guatemala Fernando Romeo Lucas García, la policía y funcionarios del gobierno se reunieron de inmediato en el Palacio Nacional y decidieron retirar a los manifestantes por la fuerza de la embajada. Justo antes del mediodía de ese mismo día, 300 agentes estatales armados rodearon el edificio y cortaron la electricidad, el agua y las líneas telefónicas. Los agentes armados entraron al edificio y comenzaron a disparar contra los manifestantes que corrieron a encerrarse en las distintas oficinas. Durante la conmoción, se produjo un incendio en el segundo piso de la embajada. Mientras ardía el edificio, la policía se negó a permitir que voluntarios y bomberos ingresen al mismo para salvar a los atrapados en el segundo piso. Durante el incendio murieron 37 personas, incluidos el exvicepresidente Cáceres Lehnhoff y Vicente Menchú, padre de la futura Premio Nobel de la Paz, Rigoberta Menchú, así como manifestantes y empleados de la embajada española. Solo hubo dos sobrevivientes del incendio, el embajador español que escapó por poco y el manifestante Gregorio Yujá Xoná. Ambos fueron trasladados al Hospital Herrera Llerandi para recibir tratamiento.
El 1 de febrero, 20 hombres armados ingresaron al hospital y secuestraron a Gregorio Yujá Xoná. Su cadáver fue encontrado después torturado. En él había un letrero que decía que el embajador español Máximo Cajal López era el siguiente. El embajador, con asistencia del personal diplomático, abandonó el hospital y huyó del país. El 2 de febrero de 1980, España cortó las relaciones diplomáticas con Guatemala por el incidente en la embajada y la amenaza a su personal diplomática.
En septiembre de 1984, España y Guatemala restablecieron las relaciones diplomáticas. En 1999, Rigoberta Menchú con la ayuda del Center for Justice and Accountability presentó cargos por tortura, genocidio, detención ilegal y terrorismo patrocinado por el estado contra el expresidente Ríos Montt y otros cuatro generales guatemaltecos retirados, dos de ellos expresidentes viviendo en España, ya que el Tribunal Constitucional de España dictó en 2005 que los tribunales españoles pueden juzgar a los acusados de crímenes contra la humanidad, incluso si las víctimas no eran de origen español. En julio de 2006, un juez español ordenó una orden de arresto contra Ríos Montt y otros acusados de genocidio.

### Restablecimiento de las relaciones diplomáticas

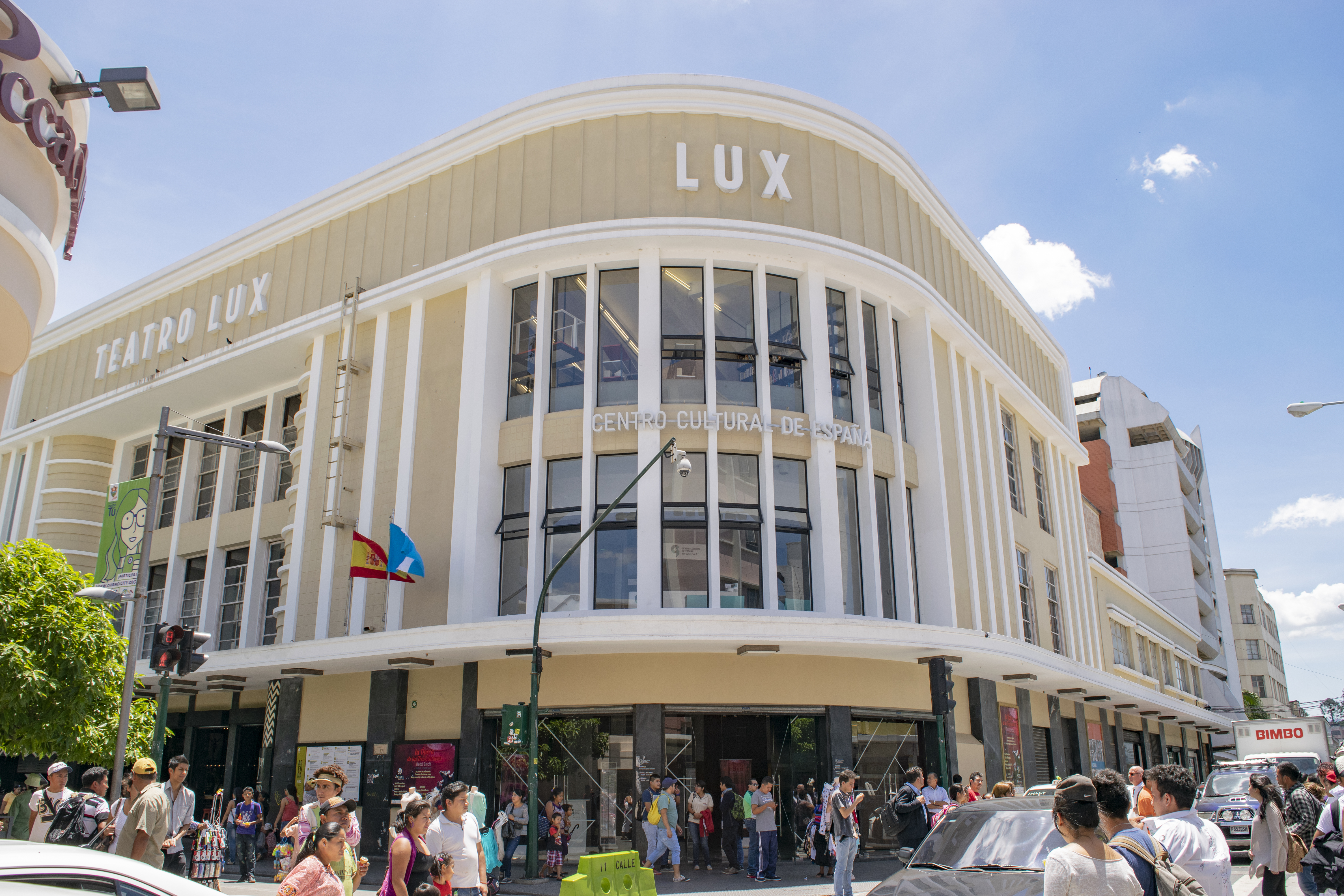
Centro Cultural de España en Guatemala.

Las relaciones bilaterales se pueden calificar de excelentes. No existen problemas relevantes y la presencia de España en Guatemala es destacada a nivel político, económico, social y cultural. España jugó un papel importante en las negociaciones entre el Estado y el movimiento insurgente, que desembocaron finalmente en la firma de los Acuerdos de Paz de 1996. Efectivos españoles se integraron en la Misión de Verificación de Naciones Unidas en Guatemala (MINUGUA).
España ha apoyado la creación y funcionamiento de la Comisión Internacional contra la Impunidad en Guatemala, instancia ad hoc creada por Naciones Unidas y Guatemala para luchar contra los cuerpos y aparatos clandestinos de seguridad y fortalecer el sistema de seguridad y justicia en el país. En 2014 también se abrió el juicio en contra del antiguo jefe del Comando 6 Pedro García Arredondo por la quema de la Embajada de España acaecida el 31 de enero de 1980 y que terminó con la muerte de 37 personas. El juicio finalmente se cerró con una sentencia que condenaba a 90 años al acusado.
Por otra parte, la interlocución es fluida y al más alto nivel. En ese sentido los reyes de España visitaron el país en dos ocasiones, en 1997 y en 2007. El actual rey de España, Felipe VI, antes de su proclamación, asistió a las tomas de posesión de los últimos presidentes en su calidad de príncipe de Asturias. Por su parte, el anterior presidente guatemalteco, Otto Pérez Molina, viajó a España en febrero de 2013 acompañado por varios ministros, entre otros el entonces ministro de Relaciones Exteriores, Fernando Carrera. Durante el transcurso de la visita, mantuvo un encuentro y almuerzo con los reyes y una reunión de trabajo con el presidente del gobierno, Mariano Rajoy. La reina Sofía de Grecia realizó una visita a Guatemala en el mes de marzo de 2014, acompañada del secretario de Estado de Cooperación Internacional y para Iberoamérica, Jesús Gracia Aldaz. Durante su estancia visitó varios proyectos de la Cooperación Española en la Ciudad de Guatemala, en la Antigua Guatemala y en el Municipio de Quetzaltepeque (región Chortí). Asimismo, mantuvo un encuentro y una cena con el presidente Otto Pérez Molina.
En octubre de 2021, España y Guatemala fortalecieron relaciones económicas. Asimismo, en mayo de 2022, ambos países fortalecieron relaciones bilaterales. En enero de 2023, ambos países firmaron un acuerdo para regular y ordenar los flujos migratorios laborales, además de realizar un encuentro empresarial.

## Cooperación cultural
Guatemala cuenta con un Centro Cultural de España en la Ciudad de Guatemala y un Centro de Formación de la Cooperación Española en la Antigua Guatemala. Asimismo, ambos países han realizado intercambios culturales con exposiciones sobre la cultura española y guatemalteca en sus respectivos museos y galerías, potenciando el turismo entre ambas sociedades. También se han procesado acuerdos de hermanamiento entre varias de sus respectivas ciudades.

## Acuerdos bilaterales
Ambas naciones han firmado numerosos acuerdos y tratados bilaterales, como un Tratado de Extradición (1895); Acuerdo sobre la Protección de Industrias y Comercio (1925); Acuerdo sobre la doble nacionalidad (1961); Acuerdo Cultural (1964); Acuerdo sobre la eliminación de las Visas de Turista (1968); Acuerdo de transporte aéreo (1971); Acuerdo de Cooperación Técnica (1977); Acuerdo de Cooperación Educativa, Cultural y Deportiva (1989) y un Acuerdo de Protección de Inversiones (1999).

## Transporte
Hay vuelos directos entre España y Guatemala con las siguientes aerolíneas: Iberia y Wamos Air.

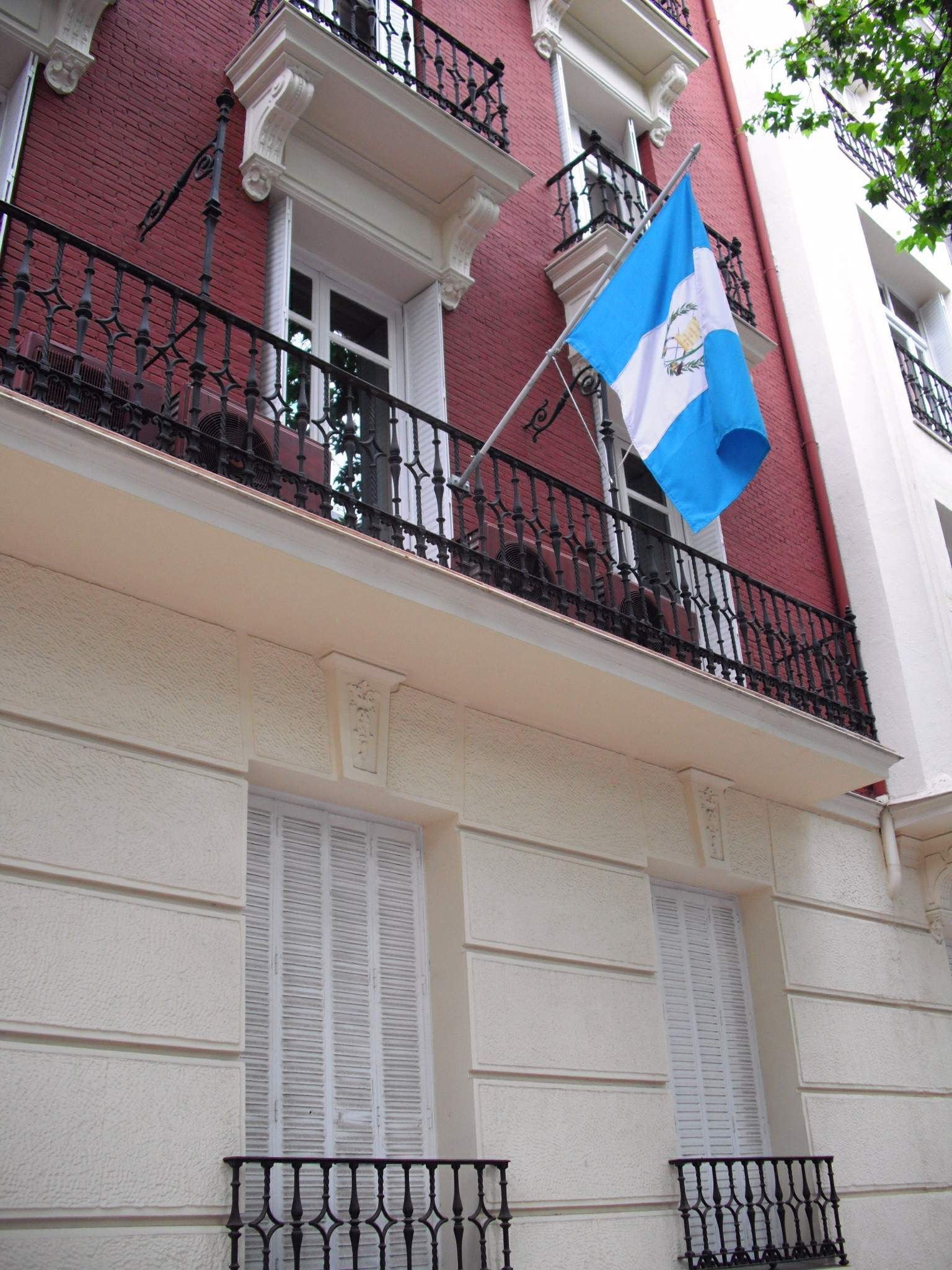
Embajada de Guatemala en Madrid.

## Comercio
En 2018, el comercio entre Guatemala y España ascendió a €369 millones de euros. Las principales exportaciones de España a Guatemala incluyen: maquinaria, medicamentos, productos alimenticios, equipos eléctricos y acero. Las principales exportaciones de Guatemala a España incluyen: atún, camarones, zinc, azúcar, ron y café. España es el quinto inversionista extranjero más grande de Guatemala (después de Estados Unidos, Canadá, México y Colombia). En 2018, las inversiones españolas en Guatemala totalizaron $31 millones de dólares. Empresas multinacionales españolas como Mapfre, Telefónica y Zara operan en Guatemala.

## Misiones diplomáticas residentes
- España tiene una embajada en la Ciudad de Guatemala.[21]
- Guatemala tiene una embajada en Madrid.[22]